# Сигрејвс (Тексас)
Сигрејвс (енгл. Seagraves) град је у америчкој савезној држави Тексас. По попису становништва из 2010. у њему је живело 2.417 становника.

## Демографија
Према попису становништва из 2010. у граду је живело 2.417 становника, што је 83 (3,6%) становника више него 2000. године.
| Група             | 2000.         | 2010.         |
| Белци             | 855 (36,6%)   | 680 (28,1%)   |
| Афроамериканци    | 142 (6,1%)    | 138 (5,7%)    |
| Азијати           | 1 (0,0%)      | 0 (0,0%)      |
| Хиспаноамериканци | 1.305 (55,9%) | 1.585 (65,6%) |
| Укупно            | 2.334         | 2.417         |